# Matanza de Plaza Colón
La matanza de Plaza Colón fue un asesinato masivo cometido el 6 de febrero de 1906 en la ciudad de Antofagasta, Chile. En este evento fueron asesinados un número indeterminado de obreros que se encontraban en huelga general, mientras se encontraban reunidos en la plaza Colón.
La huelga, provocada por la solicitud emanada por parte de los caldereros del Ferrocarril de Antofagasta a Bolivia (FCAB), en la cual solicitaban mejoras salariales y la extensión horaria del tiempo de almuerzo, en función a la realidad nacional, configurarían los hechos ocurridos en la plaza de la ciudad.
Un grupo de guardia civil instruido por el coronel Sinforoso Ledesma y aprobado por el intendente Daniel Santelices, en conjunto con un piquete de la marinería de la fragata blindada Blanco Encalada, se encargarían de reprimir el mitin sindical, matando a un grupo de trabajadores presentes en el evento.

## Antecedentes
Durante los años 1900 se inició la articulación de las mancomunales obreras en Chile. Por su parte, en 1903 se conformó la Combinación Mancomunal de Obreros de Antofagasta, que reunía a trabajadores portuarios. Era el inicio de la organización sindical en la ciudad.

## Historia

### Causas
A fines de enero de 1906, se organizó un movimiento social, impulsado por la Combinación Mancomunal de Obreros y liderado por la sociedad de resistencia de caldereros del Ferrocarril de Antofagasta a Bolivia (FCAB), quienes solicitaban cambios en la jornada horaria, mediante la ampliación del horario de reposo en 30 min más, sumado a los 60 min con los que ya contaban para comer. El motivo de la petición radicaba en que la mayoría de los empleados vivía en zonas periféricas de la ciudad, por lo cual el horario vigente de descanso no alcanzaba para ir a casa y volver al trabajo, motivo por el cual constantemente sufrían descuentos salariales producto de los atrasos. En cuanto al ajuste del horario laboral, no existía legislación al respecto, sin embargo la petición de ampliar el horario de descanso se condecía con la normativa nacional.
El 20 de enero de 1906 se realizó la elección de un comité encargado de elaborar una solicitud, para manifestar el petitorio ante los patrones. La circular fue enviada a los empleadores plegados en el movimiento social. La mayoría de los patrones aceptó la extensión del horario de descanso, excepto el FCAB. Pese a las reuniones sostenidas entre trabajadores y empresarios, el petitorio fue rechazado nuevamente.

### Movilizaciones
Las mancomunales obreras reaccionaron ante la negativa y mediante una votación realizada el 29 de enero en la sede de la Gran Unión Marítima, se concluyó la realización de una huelga. El 30 de enero la ciudad amaneció paralizada. El 1 de febrero, una delegación de obreros se reunió con el gerente general del FCAB, para solicitar nuevamente la extensión del horario de almuerzo, siendo nuevamente rechazada la solicitud por parte del empleador. Al día siguiente, caldereros del FCAB vuelven a solicitar la extensión, ante lo cual el gerente general, Mapletón Hoskins, aceptó con la condición de extender la jornada de trabajo en 30 min más, algo que las bases del movimiento no aceptaron.
El 5 de febrero, el libertario Alejandro Escobar decidió redactar una nueva circular, amenazando con radicalizar la postura del movimiento obrero: de no aceptar la petición, la sociedad de resistencia exigiría un aumento salarial de 20% y una jornada laboral de 8 h.
El día 6 de febrero continuó la paralización, totalizando más de 4 000 adherentes. El movimiento obrero acordó comicios populares para ese día a las 17:00 h, mediante la realización de un mitin en la plaza Colón.
A las 12:00 h, los obreros se movilizaron por las calles de la ciudad para organizar un mitin en la plaza Colón, provocando disturbios a su paso. Ante la situación, el intendente decidió prohibir la venta de bebidas alcohólicas y el uso de arma blanca o de fuego, además de prohibir el derecho a reunión, con la finalidad de establecer el orden público.

“En la mañana un grupo de huelguistas apedreó y después destrozó una máquina del ferrocarril sin que las fuerzas supiesen contenerlos. Más tarde como a las 2, otro grupo de gente anónima que nunca falta en estos casos, asaltó una carreta cargada de cajones de cerveza y que pasaba por la calle Prat entre las de San Martín y Latorre” (sic)
El Comercio, 9 de febrero de 1906

Por su parte, ante el alzamiento obrero, comerciantes y empresarios se reunieron en el Club de la Unión para discutir las medidas a tomar, decidiendo formar una Guardia del Orden. El acuerdo fue comunicado al intendente Daniel Santelices, solicitándose además la instrucción por parte del Regimiento 7.º de Línea "Esmeralda" (bajo las órdenes de Sinforoso Ledesma) a cerca de 100 guardias civiles, quienes liderados por Adolfo Miranda, recibieron fusiles por parte del Ejército de Chile. El intendente aceptó la solicitud. Además, el intendente solicitó el desembarco de un piquete de la marinería de la fragata blindada Blanco Encalada, que se ubicó en la esquina del edificio de los Servicios Públicos.

### Matanza
A las 16:00 horas, el movimiento obrero se trasladó hacia la plaza. Ya a las 17:00 horas, más de 2.000 huelguistas llegaron al mitin organizado en la plaza, para escuchar los discursos. Antes del término de los comicios populares, hizo su aparición la Guardia del Orden, lo que despertó la desaprobación por parte de los huelguistas. Tras un intercambio de consignas, el conflicto comenzó con los disparos por parte de la guardia, quienes dispararon desde la plaza y el Club de la Unión. Los obreros huyeron en dirección a la costa, encontrándose con el piquete de la marinería, los cuales creyendo ser atacados, abrieron fuego contra los huelguistas. La matanza duró aproximadamente 3 minutos, según informes de la prensa.
El número de víctimas es controversial e incierto. Según informes de oficiales, 48 personas resultaron muertas, aunque testigos hablan de aproximadamente 300 personas. No existen registros oficiales por parte del Servicio de Registro Civil e Identificación ni tampoco por parte del Cementerio General de Antofagasta. Durante la noche, los cuerpos fueron levantados e inmediatamente trasladados al cementerio.

## Consecuencias
El 7 de febrero se produjeron las secuelas de la matanza. Un grupo de personas persiguió y asesinó al inglés Richard Rogers (acusado por los huelguistas de formar parte de la Guardia del Orden), además de saquear e incendiar la tienda "La Chupalla", siniestro que también arrasó con el periódico "El Industrial". Posteriormente estos grupos continuaron quemando propiedades comerciales e instalaciones ferroviarias. El obispo Luis Silva Lezaeta ofició de mediador entre huelguistas y empresarios, sin lograr acuerdos en cuanto al petitorio. No obstante, el movimiento huelguista decidió deponer las movilizaciones el 8 de febrero, reintegrándose la totalidad de los trabajadores el 10 del mismo mes.